# أرسين
الأرسين  (أو ثلاثي هيدريد الزرنيخ)؛ مركب كيميائي له الصيغة AsH3، وهو غاز عديم اللون له رائحة تشبه رائحة الثوم. يعد غاز الأرسين من الغازات شديدة السمية، كما أنه قابل للاشتعال.

## التاريخ
ذكر كارل شيلي غاز الأرسين في مذكراته عام 1775 وذلك عندما قام باختزال أكسيد الزرنيخ الثلاثي باستخدام الزنك بوجود وسط حمضي.
As2O3 + 6Zn + 6H2SO4 → 2AsH3 + 6ZnSO4 + 3H2O
استعمل غاز الأرسين كسلاح كيميائي في الحرب العالمية الأولى من قبل القوات الألمانية وكان ضمن فئة الأسلحة المرمزة بالصليب الأخضر.

## الخواص

### الفيزيائية
يتكون الأرسين بنيوياً من هرم ثلاثي تشكل فيه ذرات الهيدروجين قاعدة مثلثة، وتكون ذرة الزرنيخ على رأس ذلك الهرم. زاوية الرابطة H-As-H مقدارها 91.83°، وهي بذلك أقل من زاوية رباعي السطوح 109.5°، وذلك نتيجة وجود زوج إلكتروني على ذرة الزرنيخ، والذي يؤدي أثر التدافع الكهربائي الساكن له إلى نقصان مقدار انفراج الزاوية، كما تلعب طول الرابطة As-H والتي تبلغ 1.519 أنغستروم دوراً في انخفاض تلك القيمة. لدى الأرسين عزم ثنائي قطب ضعيف مقداره 0.22 ديباي.

### الكيميائية
التفكك الحراري
إن مركب الأرسين غير ثابت بالمقارنة مع العناصر المكونة له، أي أنه ثابت حركياً ولكنه غير ثابت ترموديناميكياً. يعد تفاعل التفكك هذا أساس اختبار مارش للكشف عن الزرنيخ الفلزي.
2 AsH3 → 3 H2 + 2 As
الأكسدة
يحترق الأرسين بأكسجين الهواء بلهب أزرق خافت إلى أكسيد الزرنيخ الثلاثي والماء:
2 AsH3 + 3 O2 → As2O3 + 3 H2O
في حال عدم وجود كمية كافية من الأكسجين أو عند درجة حرارة احتراق منخفضة، حيث يحترق (يتأكسد) الهيدروجين فقط إلى الماء. أما المؤكسدات القوية مثل فوق منغنات البوتاسيوم وتحت كلوريت الصوديوم وحمض النتريك.
تفاعلات حمض-أساس

بنية الأرسين

لا يعد الأرسين AsH3 من القواعد مقارنة مع الأمونياك NH3، لكن حمضيته بالمقابل هي موضع نقاش، إذ أنه من الممكن نزع بروتون منه كما في التفاعل مع أميد الصوديوم:
AsH3 + NaNH2 → NaAsH2 + NH3
كما من الممكن أن يفقد الأرسين إحدى ذرات الهيدروجين وذلك في التفاعل مع ثلاثي ألكيل الألومنيوم حيث يشكل ثلاثي الوحدات R2AlAsH2]3] حيث R = (CH3)3C ثالثي البوتيل.
من جهة أخرى يمكن برتنة الأرسين بالأحماض الفائقة ليعطي الملح +[AsH4] والذي يمكن فصله.
تفاعلات أخرى
يتفاعل الأرسين في المحاليل المائية بصفة اختزالية حيث يقوم مثلاً باختزال محلول نترات الفضة مشكلاً الفضة الفلزية:
AsH3 + 3H2O + 6Ag+ → As(OH)3 + 6H+ + 6Ag
يتضمن هذا التفاعل إحدى مراحل الكشف عن الزرنيخ في اختبار غوتسايت Gutzeit test. يتضمن هذا الاختبار اختزال مركبات الزرنيخ المائية بالزنك بوجود حمض الكبريتيك، حيث ينتج الأرسين من هذا التفاعل، والذي يمرر على محلول الفضة، مما يؤدي إلى ترسب الفضة حيث تشكل مرآة فضية على إناء التفاعل.

## التحضير
ينتج غاز الأرسين من تفاعل أملاح الزرنيخيدات مع الماء أو الأحماض الممددة (تفاعل حلمهة):
Zn3As2 + 6 H+ → 2 AsH3 + 3 Zn2+
بإجراء عملية اختيار مناسبة للمواد الداخلة في التفاعل يمكن الحصول على شكل نقي من الأرسين.
كما يمكن إجراء عملية التحضير من تفاعل أملاح الزرنيخ الثلاثي مع الهيدريدات  مثل تفاعل بورهيدريد الصوديوم مع كلوريد الزرنيخ الثلاثي كما في المعادلة:
4 AsCl3 + 3 NaBH4 → 4 AsH3 + 3 NaCl + 3 BCl3

## الاستخدامات

### تطبيقات إلكترونية مكروئية
يستخدم الأرسين في تحضير المواد الداخلة في تركيب أشباه الموصلات في هندسة الإلكترونيات الدقيقة، وليزر الحالة الصلبة. مثال على ذلك زرنيخيد الغاليوم GaAs الذي يحضر من عملية ترسيب كيميائي للبخار عند درجات حرارة تتراوح بين 700-900°س.
Ga(CH3)3 + AsH3 → GaAs + 3 CH4
نظرا لسمية المركب فإن إصدار الغاز يتم عن طريق امتزاز الأرسين على مركب له خواص مسامية مكروئية Microporous material حيث يمكن التحكم بدرجة إصدار الغاز السام، مما يوفر شروط سلامة ملائمة أثناء العمل.

### علم الأدلة الجنائية
للأرسين تطبيقات في علم الأدلة الجنائية حيث يتشكل كمركب وسطي أثناء الكشف عن التسمم بالزرنيخ. من إحدى طرق الكشف عن التسمم بالزرنيخ اختبار مارش، والذي يولد الأرسين في حال وجود الزرنيخ. يتضمن الاختبار، الذي اكتشفه الكيميائي البريطاني James Marsh عام 1836، مفاعلة عينة يشك أنها حاوية على الزرنيخ من جسد الجثة (المعدة غالباً) مع الزنك بوجود حمض الكبريتيك الممدد. في حال وجود الزرنيخ يتشكل لدينا غاز الأرسين والذي يمرر على أنبوب زجاجي، حيث يخضع إلى عملية تفكك حراري، مما يؤدي إلى تشكل راسب أسود من الزرنيخ (مرآة سوداء).
انتشر استخدام هذا الاختبار في نهاية القرن التاسع عشر وبداية القرن العشرين، إلا أنه حالياً تستخدم أجهزة تحليلية مثل المطيافية الذرية وفلورية الأشعة السينية والبلازما المقترنة بالتحريض.